# Xã Cedar, Quận Scott, Arkansas
Xã Cedar (tiếng Anh: Cedar Township) là một xã thuộc quận Scott, tiểu bang Arkansas, Hoa Kỳ. Năm 2010, dân số của xã này là 93 người.